# جرمی سیستو
جرمی سیستو (انگلیسی: Jeremy Sisto؛ زاده ۶ اکتبر ۱۹۷۴) هنرپیشه اهل ایالات متحده آمریکا است. وی از سال ۱۹۹۱ میلادی تاکنون مشغول فعالیت بوده‌است.
از فیلم‌ها یا برنامه‌های تلویزیونی که در آن نقش داشته می‌توان به شش فوت زیر زمین، چشم‌فرشته‌ای، می، بی سرنخ، گرند کنیون، گروگان، پیچ اشتباه، بسیار شبیه عشق، مهتاب و والنتینو، ربات و فرانک، نقطه شکست، جلاد، چند دختر، پیشخدمت، در دستان دشمن، شکسته و قلب فریبکار اشاره کرد.